# Henkka Seppälä
Pour les articles homonymes, voir Seppälä.
Henri Seppälä (né le 7 juin 1980 à Espoo, Finlande), plus connu sous le nom Henkka T. Blacksmith, est le bassiste du groupe de Death metal mélodique finlandais Children of Bodom. En dehors du groupe, il pratique également le hockey sur glace.
« Henkka » est un surnom très utilisé pour les « Henri » ou pour les américains qui veut dire Sébastien, et seppä signifie « forgeron », soit blacksmith en anglais. La présence du « T. » au milieu de son nom s'explique par son surnom « Torso ».
Henkka a eu sa première guitare dès l'âge de 13 ans. Puis, à 15 ans, il rejoint le groupe Children Of Bodom (qui s'appelait alors Inearthed) et échange la guitare contre la basse. Il joue donc avec Alexi Laiho, Janne Wirman, Jaska Raatikainen et Roope Latvala.